# Maurice Tourneux

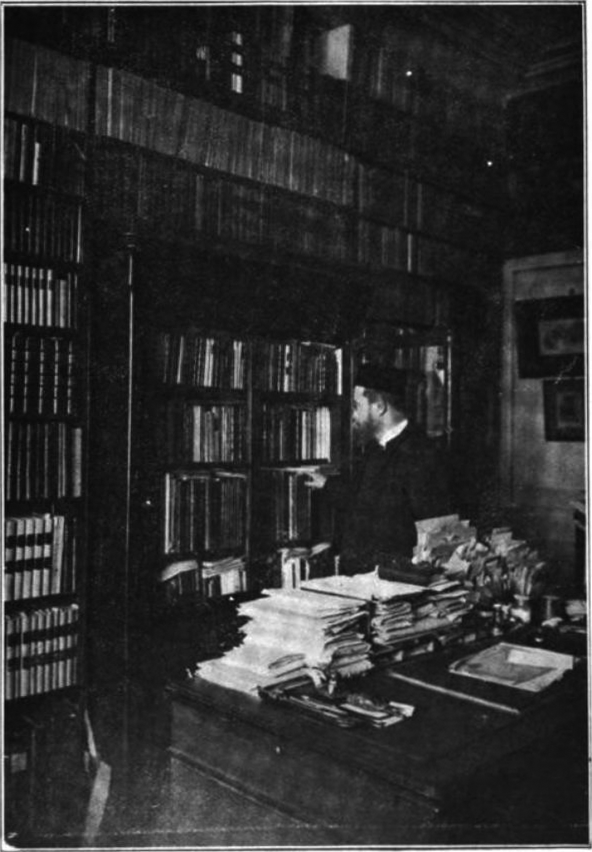
Maurice Tourneux in seiner Bibliothek

Jean Maurice Tourneux (* 12. Juli 1849 Paris; † 13. Januar 1917 in Paris) war ein französischer Biograph, Historiker, Autor und Verleger.

## Leben
Er war der Sohn des Künstlers und Autors J. F. E. Tourneux und besuchte das Lycée Louis-le-Grand. Im Jahr 1866 trat er als Archivar in den Dienst der Compagnie des chemins de fer de Paris à Lyon et à la Méditerranée. Später arbeitete er an der Neuausgabe der Supercheries littéraires von Joseph Marie Quérard und der Dictionnaire des anonymes von Antoine-Alexandre Barbier mit.
Im April 1872 veröffentlichte er seinen ersten Artikel (L’Amateur d’autographes). Dies war auch der Beginn einer sehr fruchtbaren Zusammenarbeit und einer langen Freundschaft mit Marin-Étienne Charavay (1848–1899).
Tourneux war Präsident der Société de l’histoire de Paris et de l’Île-de-France. Am 12. November 1912 wurde er zum Offizier der französischen Ehrenlegion ernannt.
Er gilt, zusammen mit Jules Assézat, als einer der wichtigsten wissenschaftlichen Verlagslektoren des 19. Jahrhunderts für das Gesamtwerk von Denis Diderot, Assézat-Tourneux des œuvres complètes de Denis Diderot. Die Werkausgabe erschien im Jahr 1875 in zwanzig Bänden bei Éditions Garnier Frères in Paris und wurde auch als Assézat-Tourneux-Ausgabe bezeichnet.

## Werke
- Articles dans L’Amateur dautographes dès avril 1872, dont “Revue bibliographique” en octobre 1872.
- Articles de L’Illustration publiés sous la rubrique « Notes et impressions »
- Auguste Poulet-Malassis, Notes et souvenirs intimes. Paris 1893.
- La Bibliothèque des Goncourt. Paris 1897.
- Eugène Delacroix. Henri Laurens éditeur, Paris.
- Étienne Charavay. 1900
- Diderot et Catherine II. Paris 1899